# Friedrich Gottlieb Klopstock
Friedrich Gottlieb Klopstock (Quedlinburg, 2 de juliol de 1724 - Hamburg, 14 de març, 1803) fou un poeta alemany.
Fou el primogènit dels 17 fills de l'advocat Klopstock. El 1737, Klopstock fou alumne del gymnasium de Quedimburg i el 1739 de l'Escola de Pforta. Allà es familiaritzà amb els escriptors de l'antiguitat clàssica i ja ben aviat concebé el pla d'una epopeia nacional sobre Enric I l'Ocellaire, però davant de l'impacte que li produí la lectura d'El paradís perdut, de Milton, abandonà el primer afer pel Messies que l'hauria d'immortalitzar.

## Jena
A Jena, on anà la tardor de 1745, per cursar teologia, compongué els tres primers cants del poema Messies. Klopstock, que sentia aversió al vers alexandrí, aleshores de moda, i per evitar el qual havia pensat compondre el seu poema en prosa, durant els seus estudis a Leipzig (des de la Pasqua de 1746) veié una forma de solucionar aquest conflicte emprant l'hexàmetre, amb el qual introduí una important modificació en la mètrica alemanya moderna.

## Leipzig
A Leipzig, entrà a formar part del cercle de poetes joves que, apartats de la tendència gottschediana, tenien el seu òrgan literari en la publicació Bremer Beiträge. En les seves columnes aparegueren publicats (1748) els tres primers cants del Messies de Klopstock. Aquest, que també a Leipzig s'havia manifestat un avantatjat líric, component algunes de les seves millors odes (Der Lehrling der Griechen; An die Freunde; An Giseke; Die künftige Geliebte, etc.) anà a Langensalza, com a preceptor d'una distingida família, no tant pel profit material que aquesta feina li reportaria, com per estar a prop de la seva cosina Maria Sophia, per la qual sentia (des que la va conèixer a Leipzig) una apassionada inclinació, i a qui immortalitzà en els seus versos amb el nom de Fanny. La inutilitat de la tossuderia del jove poeta per aconseguir l'amor de Maria Sophia feu (entre altres circumstàncies) que acceptés la invitació de Bodmer de traslladar-se a Zuric, on, en efecte, entrà el juliol de 1750.
Entretant, el fragment del Messies, que en un principi havia passat poc menys que inadvertit, despertà a Alemanya una violenta polèmica: el professor de filosofia de Halle, G. F. Meier, el rector de Gotha, Stuss i d'altres, es declararen en favor de l'obra, mentre que Gottsched tronava, encara que inútilment, contra aquesta. No tardà gaire a trencar amb Bodmer, i com que havia rebut del rei Frederic V de Dinamarca un donatiu de 400 reichstalers, es dedicà còmodament i sense distreure's, al Messies.

## La boda i viudetat

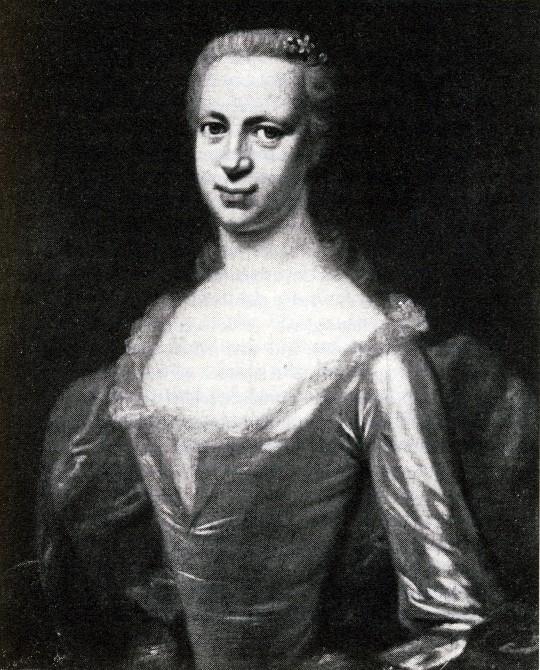
Retrat de Meta Moller, esposa de Klopstock

En el seu viatge de tornada conegué a Hamburg Meta Moller, que estava entusiasmada per la lectura del Messies i que li donà la mà el juny de 1754. Els primers anys de matrimoni foren molt feliços per al poeta, culminant en aquests anys la seva creació artística. El Messies restà acabat fins al cant X i apareixia en la seva segona edició. D'aquesta època, daten les primeres produccions en prosa de Klopstock; el 1757 feu el seu primer assaig dramàtic amb la peça Tod Adams i, juntament, desenvolupà la seva gran fecunditat en el lied religiós.
El 1758, la mort li arrabassà la seva fidel esposa Meta (Cidli l'anomenava el poeta en les belles odes a ella dedicades), i aquest esdeveniment posà fi a l'etapa més feliç de la vida de Klopstock. Els anys de 1762 a 1764, els passà a Quedimburg i Halbertstadt entre els seus familiars i amics, i el 1763 fou nomenat conseller de la legació danesa. A més de continuar el Messies, compongué, entre d'altres, el poema dramàtic (Bardiet) Die Hermannssschlacht (1769), que tant contribuí a propagar en la literatura alemanya la insubstancial bardologia que la retòrica recarregà de pomposos adorns.

## Caiguda del mecenes
El 1770, arran de la caiguda del seu mecenes, el comte Bernstorff, Klopstock es traslladà a Hamburg. La col·lecció de les seves Odes que la comtessa Carolina Lluïsa havia publicat, i la incorrecta edició que n'havia fet el poeta D. Schubart, foren causa que ell publiqués la de 1771, que dedicà a Bernstorff. A la mort d'aquest el 1772, Klopstock va viure una temporada a casa de la seva sogra a Hamburg; després s'hostatjà a casa del senyor Winthem, l'esposa del qual, en enviudar més tard, casà en segones núpcies amb Klopstock i fou el bàcul de la seva vellesa.
El 1772, Klopstock acabà la tragèdia David i el 1773 conclou definitivament el Messies, la fama de la qual travessà les fronteres i fou una glòria per al seu autor, havent-se traduït, entre altres llengües, a l'italià, francès, espanyol (amb el títol de La Mesiada) i anglès. El 1774 publica el seu important Die deutsche Gelehrtenrepublik, que s'imprimí per subscripció.

## Venerat per la joventut
Fou molt profunda i intensa la veneració i l'entusiasme per Klopstock en general i particularment per part de la joventut d'aquella època; ho prova de manera manifesta la relació que mantingueren amb ell els individus que componien l'anomenada Lliga de poetes de Gottinga. En l'autor del Messies veien el seu ideal, i quan el 1774 acceptà la invitació que el margraví Carl Frederic de Baden l'envià (al poeta de la religió i de la pàtria) perquè li fes una llarga visita en la seva cort, el seu esperit restà a Gottinga incorporat al cercle dels seus admiradors. L'entrada del poeta a casa de Goethe, aquest la descriu en el Dichtung und Wahrheit. Ja en la primavera de 1775 Klopstock abandonà Karlsruhe, cansat de la vida de la cort, i el juny d'aquell any tornà a Hamburg, on passà els últims vint anys de la seva existència en silenci i jubilat, cada dia més aïllat del tracte amb els humans.
Contrariat per la freda acceptació que havia assolit el seu Gelehrtenrepublik i els seus assaigs lingüístics (Fragmente über Sprache und Dichtkubst, 1779 i 1780), el poeta es tanca encara més en el seu refugi de soledat. Fins poc abans de la seva mort va seguir cultivant l'oda, i malgrat que algunes de les millors (com la titulada An Freund Feind) pertanyen a l'últim decenni de la seva vida, la seva lírica posterior, encara més que la primitiva, era prou incomprensible i pesada d'expressió. Cada vegada més lliurat a la tendència germanopatriòtica (els drames Hermann und die Fürsten i Hermanns Tod en són un bon testimoni, Klopstock prengué part molt activa en els grans esdeveniments de la seva època a l'estranger.

## L'esguard fora d'Alemanya
La Guerra de la independència d'Amèrica el tenia altament entusiasmat, quan la convocatòria dels estats generals a França l'inspirà l'oda Etats généraux (1788). Aquesta i altres manifestacions d'afecte a França foren premiades pels francesos anomenant-lo ciutadà de la República el 1792, i el desencís que li produí la Revolució (que desaprovà i censurà en una carta al president de la Convenció) l'inspirà l'oda Mein Irrtum.

## Significació històrica

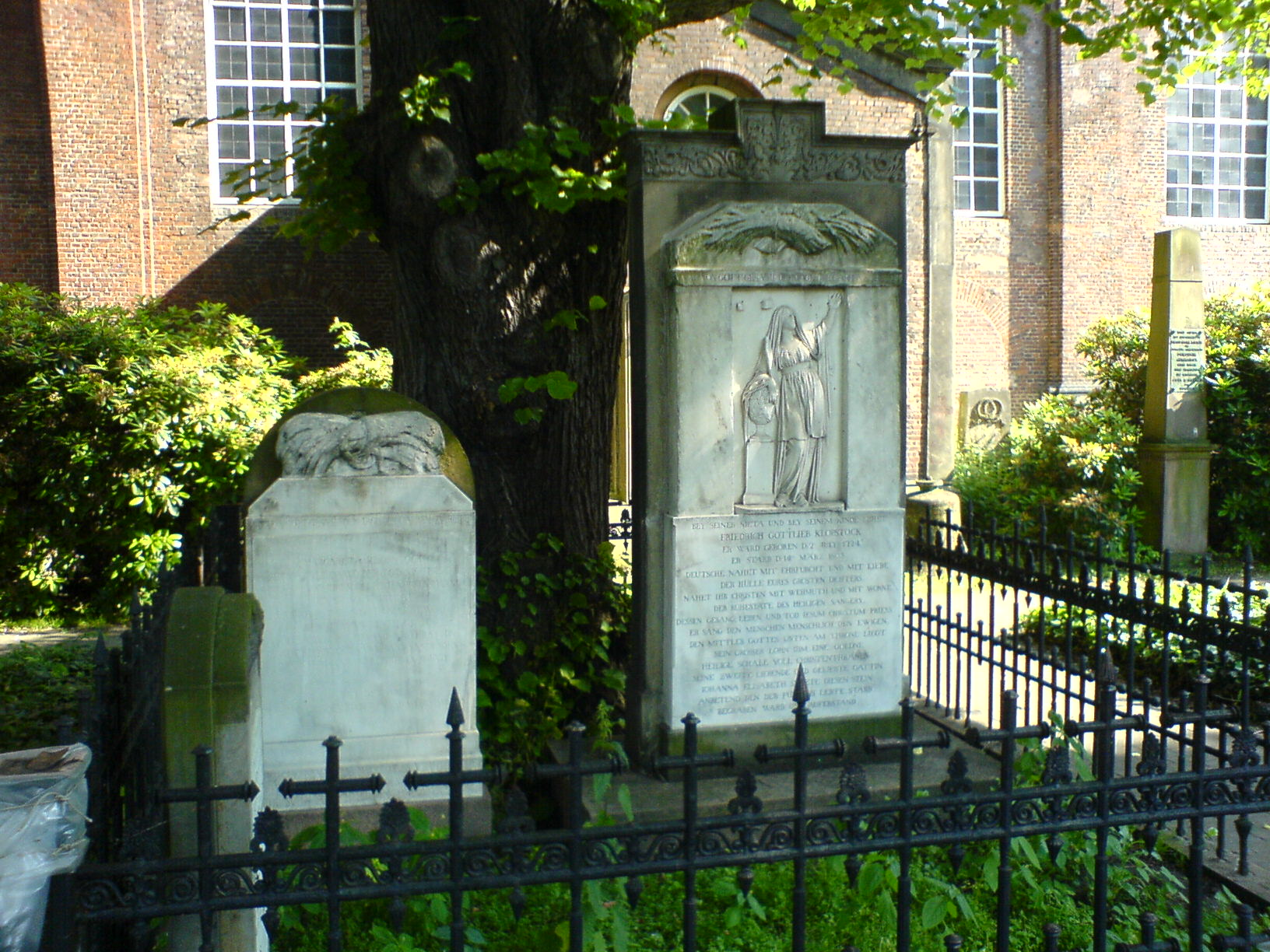
Tomba de Friedrich Gottlieb Klopstock

Molt gran és la significació històrica de la producció literària de Klopstock. En primer lloc, trencà els lligams que tenien la poesia alemanya lligada a una cultura intel·lectual seca i àrida des de feia més de vint anys, i en segon lloc, el comunicà amb la profunditat, la força i la veritat del sentiment religiós, una bellesa i grandiositat fins aleshores desconegudes a Alemanya. Líric de gran talla, posseïdor d'una rara força i sentiment i ensems artista de gran correcció i finesa, excità en els cors pacífics dels seus contemporanis, allunyats en la seva major part de la vida pública, l'ideal més entusiasta per la religió, pel caràcter nacional alemany, per la llibertat i per l'amor i l'amistat.
Klopstock exercí, a més, una influència decisiva en el desenvolupament de l'estil poètic; el seu llenguatge presenta, dintre de la seva concisió, plenitud de bellesa d'expressió; és individual i s'aparta decididament de la vulgaritat, encara que sovint és excessivament agosarat, obscur i quasi impenetrable. Les seves innovacions en el terreny de la versificació foren en la seva major part encertades i adoptades amb èxit: malgrat que no menà de manera irreprotxable les antigues formes de versos i estrofes, aquestes deficiències desapareixen davant l'elevat contingut de les seves creacions, i els ritmes lliures que introduí en l'oda Die Genesung (1754) van prevaldre fins a la primeria del segle XX com a valuós recurs d'expressió.
El geni de Klopstock es limità a una determinada forma lírica sentimental; el seu Messies falla com a epopeia, i només captiva per les seves belleses líriques; els seus drames són insignificants; els seus treballs teòrics no tenen gran valor, però, a pesar d'això, va obrir la porta, com cap altra, a la vida del sentiment dels seus coetanis, i amb això la generació de joves poetes adquirí influència incalculable.
A Quedimburg i en altres ciutats alemanyes s'aixecaren monuments a la seva memòria. Les principals edicions de les Obres completes de Klopstock, són:
- Una de 7 volums (Leipzig, 1798, 1810 i 1854)
- Una de 12 volums (Leipzig, 1798-1817)

D'aquestes, se'n feren, a més, edicions fragmentàries. Entre les que se'n varen fer de les seves Odes, la millor, en el terreny crític, és la de Muncker i Pawel (Stuttgart, 1889). La de Leipzig de 1798 es distingeix per la seva esmerçada revisió. Entre les millors edicions de la Mesiada (Der Messies), cal citar la de Karlsruhe del 1818 i l'anglesa de Londres de 1826, traduïda per Egestorf.